# Eucalanus subcrassus
Eucalanus subcrassus är en kräftdjursart som beskrevs av Giesbrecht 1888. Eucalanus subcrassus ingår i släktet Eucalanus och familjen Eucalanidae. Inga underarter finns listade i Catalogue of Life.